# Chala, une enfance cubaine
Pour plus de détails, voir Fiche technique et Distribution.
Chala, une enfance cubaine (Conducta) est une comédie dramatique cubaine écrite et réalisée par Ernesto Daranas, sortie en 2014. Interprété par Alina Rodríguez, Armando Valdés Freire, le film raconte la vie agitée de Chala, gamin de La Havane, et l'affection qui le lie à son institutrice.
Présenté et primé dans de nombreux festivals, il représente Cuba aux Oscars 2015.

## Synopsis
Âgé d'à peine onze ans, Chala doit subvenir à ses besoins et ceux de sa mère, toxicomane et alcoolique, qui ne lui prête guère d'attention. Débrouillard, il élève des pigeons et entraîne des chiens de combat avec un homme, qui est peut-être son père biologique, pour gagner de l'argent et ainsi aider sa mère. S'il évite de sombrer dans la délinquance, c'est grâce à la poigne et à l'affection de Carmela, sa vieille institutrice qui deviendra comme une grand mère pour Chala.
Quand Carmela tombe malade, elle ne peut plus le guider ni le protéger et le jeune garçon est envoyé dans un centre de rééducation. Une fois de retour dans le quartier et guérie, Carmela entreprend immédiatement de faire sortir Chala du centre. Pour cela, elle doit affronter la bureaucratie et l'administration de son école, qui prennent son dévouement pour de la permissivité.

## Fiche technique
- Titre : Chala, une enfance cubaine
- Titre original : Conducta
- Réalisation : Ernesto Daranas
- Scénario : Ernesto Daranas
- Musique : Juan Antonio Leyva et Magda Rosa Galbán
- Décors : Erick Grass
- Costumes : Vladimir Cuenca
- Photographie : Alejandro Perez
- Son : Juan Carlos Herrera
- Montage : Pedro Suárez
- Sociétés de production : Mincult et ICAIC et RTV
- Pays de production :  Cuba
- Langue originale : espagnol
- Format : couleur — 2,35:1 — son 5.1
- Genre : comédie dramatique
- Durée : 108 minutes (1 h 48 min)
- Dates de sortie :
  - Cuba : 6 février 2014 (La Havane)
  - France : 11 mars 2015 (Reflets du cinéma ibérique et latino-américain, Villeurbanne) ; 23 mars 2016 (sortie nationale)

## Distribution
- Alina Rodríguez : Carmela
- Armando Valdés Freire : Chala
- Yuliet Cruz : Sonia, la mère de Chala
- Amaly Junco : Yeni, l'amie de Chala
- Silvia Águila : Raquel
- Miriel Cejas : Marta, la nouvelle institutrice
- Idalmis García : Mercedes, directrice de l'école
- Armando Miguel Gómez : Ignacio
- Tomás Cao : Carlos, directeur du centre
- Héctor Noas : Pablo, le père de Yeni

## Accueil

### Public
Chala rassemble un large public à Cuba, où c'est le plus gros succès depuis Fraise et Chocolat (1993). De plus, le gouvernement a organisé des projections dans les écoles pour sensibiliser les enseignants et les élèves aux questions qui se posent au pays.

### Critique
Les critiques français s'accordent sur l'intérêt et la qualité de la peinture de la vie quotidienne des quartiers populaires de La Havane que le directeur de la photographie, Alejandro Perez, filme avec talent.  Dans ce film, un des rares à être diffusé en Occident, l'auteur-réalisateur se permet de critiquer, sans insistance, les dysfonctionnements du système politique, sa bureaucratie, ses lourdeurs soulignant le contraste avec la vitalité de la population et en particulier avec le portrait de l'institutrice, femme forte et altruiste, restée fidèle aux valeurs de la révolution cubaine.

## Distinctions

### Récompenses
- Festival du cinéma espagnol de Malaga 2014 : Biznaga d'argent du meilleur long métrage Territorio Latinoamericano[3]
- Festival Les Reflets du cinéma ibérique et latino-américain de Villeurbanne 2015 : Prix du public
- Festival 2 Valenciennes 2016 : Grand prix et prix d'interprétation masculine pour Armando Valdés Freire

### Nominations et sélections
- Premio Goya du meilleur film ibéroaméricain 2015
- Le film a été présenté au Festival international du Film de Moscou en 2014